# سیارک ۴۹۳

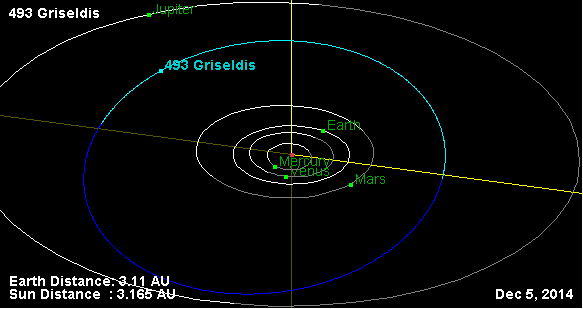
نمایی از محل قرارگیری سیارک ۴۹۳ در مدار - ۲۰۱۴

سیارک ۴۹۳ (به انگلیسی: 493 Griseldis، نامگذاری:1902JS) چهارصد و نود و سومین سیارک کشف شده‌است که در ۷ سپتامبر ۱۹۰۲ و در هایدلبرگ کشف شد.
قدر مطلق سیارک برابر ۱۰٫۳۰ است.